# Qamar-ol-Moluk Vaziri
Qamar-ol-Moluk Vaziri (en persa: قمرالملوک وزیرى‎ [ɢæmærolmoluːk væziːriː]; de 1905 – 5 de agosto de 1959), nacida Qamar Khanum Seyed Hosayn Khan (en persa: قمر خانم سید حسین خان‎), comúnmente conocida como "Qamar" (en persa: قمر‎ [ɢæmær]; árabe para "luna"), fue una célebre cantante iraní, que fue también la primera mujer de su tiempo en cantar en público en Irán sin usar un velo. Es conocida como "la Reina de la música persa".
Cantando con el rango vocal de una mezzo-soprano, era venerada por su dominio del repertorio de la música vocal persa (radif-e âvâz), especialmente por su sensible interpretación de tasnif y tarâna.

## Vida y carrera
Qamar nació en Takestan, una ciudad de Irán. Su padre murió antes de que ella naciera, y después de la muerte de su madre debido a la fiebre tifoidea cuando tenía un año y medio de edad, fue criada por su abuela, rowzeh-khân (cantante de soaz) en el darbar de Naser al-Din Shah Qajar, Mollâ Jair-ol-Nesâ' Eftekhâr-ol-Zâkerin (el último nombre fue otorgado a ella por el rey, que significa "Gloria de los Narradores").
Qamar más tarde recordó que ir ver a su abuela cantando en la mezquita, estuvo entre las experiencias que la inspiraron a convertirse en una cantante.
Comenzó su carrera en el canto a la edad de 19 años en 1924, cuando se presentó en el Grand Hotel en Teherán, al momento de su presentación estaba entre hombres y sin el velo,  hizo otra actuación en el Palacio de Teatro en Teherán, de nuevo sin velo, y fue acompañada por Morteza Neydavood, a quien había conocido cuando ella tenía 16 años solo unos pocos años antes, Él la animó a estudiar música bajo su tutela, Vaziri y Neydavood trabajaron mucho juntos durante sus 3 décadas de carrera y en 1956, se presentaron juntos en su despedida de los escenarios. Su existente certificado de nacimiento, expedido en Teherán en el año 1925, legalmente tiene su primer nombre como "Qamar-ol-Moluk" y su último nombre que se ha cambiado de "Seyed Hosayn Khân" a "Vazirizâdeh", un nombre que eligió para sí misma, en honor al músico y teórico de la música Ali Naqi Vaziri.

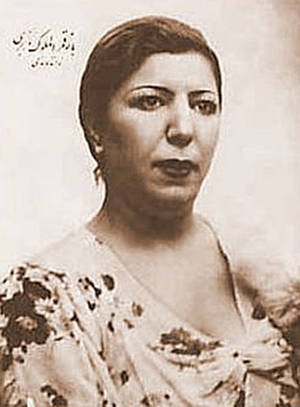

Vaziri se retiró de cantar en 1956, después de haber trabajado por más de 30 años con algunos de los más famosos compositores y poetas de Irán, como Morteza Neydavud, y de haber sido grabada en varios discos de gramófono. Ella había cantado para la caridad y  los pobres en Irán. Dedicó sus últimos años a las actividades filantrópicas, como Zobeideh Jahangiri, recuerda en Una Luna Que se Convirtió en El Sol (en persa: قمری که خورشید شد‎ / Qamar-i Keh Xoršid Šod).
Vaziri murió en 1959 en Shemiran. Está enterrada en el cementerio Zahir o-dowleh. Contrariamente a la creencia popular de que murió pobre, recibió un salario mensual de 800 tomans durante los años anteriores a su muerte, que estaba sobre el salario de un alto rango de profesor universitario. [cita requerida]